# Catàleg d'Estrelles Dobles Aitken
El Catàleg d'Estrelles Dobles (en anglès: Aitken Double Star Catàleg, o ADS) és un catàleg d'estrelles dobles. Va ser compilat per Robert Grant Aitken i publicat el 1932 en dos volums, sota el nom de New general catalogue of double stars within 120° of the North Pole, és a dir, Nou catàleg general de les estrelles dobles a 120 ° del Pol Nord.,